# Simodong
Simodong is een bestuurslaag in het regentschap Batu Bara van de provincie Noord-Sumatra, Indonesië. Simodong telt 4614 inwoners (volkstelling 2010).